# Collines de Transdanubie
 (février 2024).
Si vous disposez d'ouvrages ou d'articles de référence ou si vous connaissez des sites web de qualité traitant du thème abordé ici, merci de compléter l'article en donnant les références utiles à sa vérifiabilité et en les liant à la section « Notes et références ».
La Transdanubie (hongrois : Dunántúli-dombság, prononcé [ˈdunaːntuːli ˈdompʃaːg]) est une région naturelle située au Sud-Ouest de la Hongrie, entre la rive sud du lac Balaton et le Danube. 